# Kamenice nad Lipou
Kamenice nad Lipou é uma cidade checa localizada na região de Vysočina, distrito de Pelhřimov.